# Тервель (хан)
Тервель (болг. Тервел) — хан Болгарії з династії Дуло з бл. 700 до 721 року. Носив титул цезаря. Син хана Аспаруха.
Дав прихисток візантійському імператору Юстиніану II у 705 році. Разом із своїм військом сприяв його поверненню на царство. За це Тервель отримав щедру грошову винагороду, титул цезаря, область Загоре у північно-східній Фракії та дочку Юстиніана Анастасію за дружину. Візантія зобов'язувалась платити данину болгарам. Але мир тривав недовго. Вже через три роки Тервелю довелося захищати від візантійців свою землю у битві при Анхіало. Юстиніан зазнав ганебної поразки. 711 року його влада знов захиталась, і він шукав допомоги у Тервеля. Та тритисячне болгарське військо не змогло надати якоїсь суттєвої допомоги. Юстиніана було вбито, а новий імператор Філіппік запропонував болгарам піти з миром.
На його честь названо місто Тервел, центр однойменної общини, а також село.